# Monica Rametta
Monica Rametta (Roma, ...) è un'attrice e sceneggiatrice italiana.

## Biografia
Nata a Roma, Monica Rametta si è diplomata al Centro sperimentale di cinematografia nel 1985. Ha lavorato spesso con Corso Salani e Ivan Cotroneo.

## Filmografia

### Attrice

#### Cinema
- Voci d'Europa, regia di Corso Salani (1989)
- Gli ultimi giorni, regia di Corso Salani (1992)
- Il grande cocomero, regia di Francesca Archibugi (1993)
- Oasi, regia di Cristiano Bortone (1994)
- Gli occhi stanchi, regia di Corso Salani (1995)
- Hotel Paura, regia di Renato De Maria (1996)
- Il cielo è sempre più blu, regia di Antonello Grimaldi (1996)
- Cuori al verde, regia di Giuseppe Piccioni (1996)
- Occidente, regia di Corso Salani (2000)
- Giorni, regia di Laura Muscardin (2001)
- Palabras, regia di Corso Salani (2003)
- Colpo d'occhio, regia di Sergio Rubini (2008)

#### Televisione
- Diritto di difesa, regia di Gianfrancesco Lazotti e Donatella Maiorca – serie TV (2004)
- R.I.S. - Delitti imperfetti, regia di Alexis Sweet – serie TV (2005)
- Romanzo criminale - La serie, regia di Stefano Sollima, serie TV, episodio 1x05 (2008)

#### Cortometraggi
- Sante, regia di Dimitris Giatzouzakis (1984)
- Tu sei differente, diretto da Alberto Taraglio (1985)

### Sceneggiatrice

#### Cinema
- Voci d'Europa, regia di Corso Salani (1989)
- Gli ultimi giorni, regia di Corso Salani (1992)
- Giorni, regia di Laura Muscardin (2001)
- Riparo, regia di Marco Simon Puccioni (2007)
- La kryptonite nella borsa, regia di Ivan Cotroneo (2011)
- Il volto di un'altra, regia di Pappi Corsicato (2013)
- Un bacio, regia di Ivan Cotroneo (2016)
- Io sono Mia, regia di Riccardo Donna (2019)

#### Televisione
- Medicina generale, regia di Renato De Maria e Luca Ribuoli – serie TV (2007-2010)
- Tutti pazzi per amore, regia di Laura Muscardin e Riccardo Milani – serie TV, 16 episodi (2011)
- Sissi, regia di Xaver Schwarzenberger – miniserie TV (2009)
- Una grande famiglia, regia di Riccardo Milani e Riccardo Donna – serie TV (2012-2015)
- Un'altra vita, regia di Cinzia TH Torrini – serie TV (2014)
- È arrivata la felicità, regia di Francesco Vicario e Riccardo Milani – serie TV (2015-2018)
- Come sopravvivere ad una sorella strxxxa, regia di Marco Danieli – webserie (2015)
- Come diventare popolari a scuola, regia di Marco Danieli – webserie (2015)
- Sorelle, regia di Cinzia TH Torrini – serie TV (2017)
- Sirene, regia di Davide Marengo – serie TV (2017)
- La Compagnia del Cigno, regia di Ivan Cotroneo – serie TV (2019-in produzione)
- Io sono Mia, regia di Riccardo Donna – film TV (2020)
- Vivi e lascia vivere, regia di Pappi Corsicato – serie TV (2020)
- Io ti cercherò, regia di Gianluca Maria Tavarelli – serie TV (2020)
- La bambina che non voleva cantare, regia di Costanza Quatriglio – film TV (2021)
- Laura Pausini - Piacere di conoscerti, regia di Ivan Cotroneo - documentario (2022)
- Sei donne - Il mistero di Leila, regia di Vincenzo Marra - serie TV (2023)
- La vita che volevi, regia di Ivan Cotroneo – serie TV, 4 episodi (2024)

## Opere letterarie
- Sirene. Un'avventura terrestre (Salani, 2017)[2]

## Riconoscimenti
- Ciak d'oro
  - 2016 – Candidatura alla migliore sceneggiatura per Un bacio
- Globo d'oro
  - 2016 – Miglior sceneggiatura per Un bacio[3]
- Nastro d'argento
  - 2013 – Candidatura al miglior soggetto per Il volto di un'altra[4]
- Premio Solinas
  - 1997 – Miglior sceneggiatura per Giorni[5]